# Kanton Marseille-Notre-Dame-du-Mont
Der Kanton Marseille-Notre-Dame-du-Mont war bis 2015 ein französischer Wahlkreis im Arrondissement Marseille, im Département Bouches-du-Rhône und in der Region Provence-Alpes-Côte d’Azur. Die landesweiten Änderungen in der Zusammensetzung der Kantone brachten im März 2015 seine Auflösung.
Er umfasste Teile des 5. und 6. Arrondissements von Marseille mit den Stadtteilen:

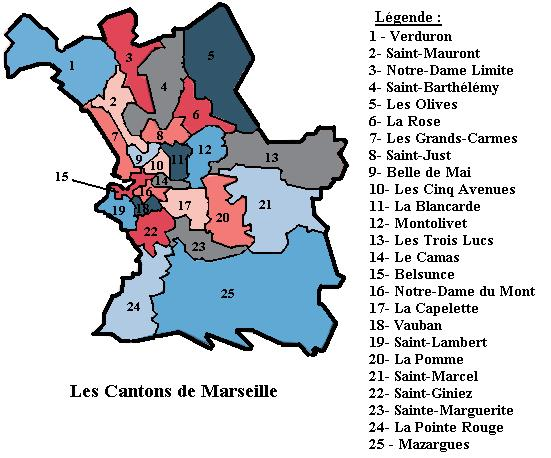
Die Kantonsaufteilung von Marseille bis zum Jahr 2015

- Baille
- Castellane
- Conception
- Notre-Dame-du-Mont
- Palais de Justice
- Préfecture
- Vauban